# Indice di selettività
L'indice di selettività misura la capacità di un quesito di una prova oggettiva di verifica di selezionare tra studenti più preparati e quelli meno preparati; in formula:
{\displaystyle d_{xi}={\frac {f_{m}-f_{p}}{N}}}
dove {\displaystyle d_{xi}} rappresenta l'indice di selettività del quesito {\displaystyle i} nella prova di verifica {\displaystyle x}, {\displaystyle f_{m}} il numero di risposte esatte al quesito dell'insieme di quelli che hanno svolto meglio l'intera prova, {\displaystyle f_{p}} il numero di risposte esatte al quesito dell'insieme di quello che hanno svolto peggio l'intera prova, {\displaystyle N} il numero degli elementi di ognuno degli insiemi indicati.
L'indice può variare tra {\displaystyle 1} e {\displaystyle -1}; in particolare quando {\displaystyle d_{xi}} è positivo il quesito è in grado di distinguere i più preparati da quelli meno preparati; nel caso {\displaystyle dx_{i}} sia uguale a {\displaystyle 0} non c'è differenza tra il numero delle risposte corrette date dal gruppo dei migliori rispetto al gruppo dei peggiori; infine se {\displaystyle d_{xi}} è negativo il quesito  presenta dei problemi di consistenza, poiché gli studenti che hanno conseguito i risultati peggiori nella prova di verifica hanno risposto al quesito meglio degli altri.